# Anton Christian von Strampff
Anton Christian von Strampff auch Strampf (* 9. Mai 1754 in Arnstadt; † 30. November 1822 in Berlin) war ein preußischer Generalleutnant.

## Leben

### Herkunft
Er war Angehöriger eines thüringischen Geschlechts, dessen Glieder in Preußen bedienstet waren. Seine Eltern waren der preußische Kapitän und Platzmajor von Glogau Johann Ludwig von Strampf († 1762) und Christiane Hedwig Stolt († 1767). Gemeinsam mit seinen drei älteren Brüdern ließ Strampff sich am 6. Juni 1798 seinen Adelstand in Preußen renovieren.

### Laufbahn
Strampff begann seine Laufbahn in der Preußischen Armee 1768 beim Feldartilleriecorps und avancierte 1772 zum Sekondeleutnant. Er nahm am Bayerischen Erbfolgekrieg teil. 1792 wurde er zum Premierleutnant im 1. Artillerieregiment befördert und als Lehrer an die Artillerieakademie in Berlin delegiert. Als Stabskapitän kehrte er 1798 zu seinem Regiment zurück, wo er 1805 zum Major aufstieg. Er nahm an der Vierten Koalition teil und wurde bei Jena verwundet.
Nach kurzer kapitulationsbedingter Inaktivität wurde Strampff 1809 Kompaniechef der 3. Fußartilleriekompanie der neu aufgestellten Brandenburgischen Artilleriebrigade. Noch im selben Jahr wurde er nach Breslau versetzt, wo er 1810 Direktor der Militär-Examations-Kommission wurde. Ebenfalls im Jahr 1810 wurde er Artillerieoffizier in Kolberg und dort 1811 Präses der Militär-Examations-Kommission.
Strampff nahm an den Befreiungskriegen, insbesondere der Einschließung von Küstrin, der Schlacht bei Dennewitz sowie den Belagerungen von Torgau und Stettin teil. Für die Leitung der Artillerieangelegenheiten vor Stettin erhielt er den Russischen Orden der Heiligen Anna II. Klasse. Er avancierte im Jahre 1813 zum Oberstleutnant und wurde Kommandeur der Artillerie beim IV. Armeekorps. Vor Jüterbog zeichnete er sich ebenfalls aus und erhielt daraufhin das Eiserne Kreuz II. Klasse. 1813 wurde er zum Oberst befördert, 1815 schließlich zum Generalmajor.
Strampff war von 1816 bis 1820 der erste Kommandeur der 1816 gegründeten Vereinigten Artillerie- und Ingenieurschule. Anlässlich seines 50-jährigen Dienstjubiläums wurde ihm der Rote Adlerorden III. Klasse verliehen. Er hat 1820 als Generalleutnant seinen Abschied mit 1000 Taler Pension erhalten.

### Familie
Strampf war zweimal verheiratet. Die erste Ehe schloss er 1779 mit Charlotte Wilhelmine von Wentzel (1751–1782). Erst 1796 heiratete er in Nieder Peilau seine zweite Gattin, Dorothea Friederike Elisabeth von Tschirschky (1774–1829). Aus beiden Ehen sind nachstehende Kinder hervorgegangen.
- Charlotte Ernestine Friederike (* 1780)
- Karoline Antoinette Wilhelme (* 1781)
- Henriette Philippine Elisabeth (1797–1801)
- Friedrich Ludwig (1799–1799)
- Heinrich Leopold (1800–1879), 1858 Präsident des preußischen Kammergerichts[1] ⚭ Marie von Tschirschky[3]
- Gustav Friedrich Wilhelm (1802–1870), preußischer Geheimer Hofrat und Geheimer Kabinettssekretär[3]
- Antoinette Amalie Sophie (1804–1838) ⚭ 1832 Adam Rudolph Levin von Tschirschky und Bögendorff († 1876), sächsischer Kammerherr und Schlosshauptmann von Eisenach, sowie preußischer Leutnant[3]
- Ferdinand Julius (1805–1834), Sekondeleutnant im 25. Infanterie-Regiment
- Marie Agnes Henriette Auguste (* 1810)